# Robert Machover
Robert Machover est un cinéaste américain, membre de l'agence Newsreel.
En 1966, il coréalise le documentaire Troublemakers avec Norman Fruchter, puis il devient le directeur de la photographie sur 4 films de Robert Kramer :
- 1967 : In the Country
- 1968 : The Edge
- 1969 : Ice
- 1988 : Doc's Kingdom.